# Titanate de manganèse(II)
Le titanate de manganèse(II), ou simplement titanate de manganèse, est un composé inorganique de formule chimique MnTiO3.
Il existe à l'état naturel, sous la forme du minéral pyrophanite.

## Synthèse
On le synthétise par une méthode sol-gel-hydrothermal à basse température (moins de 200 °C) avec NaOH comme minéralisateur.

## Stœchiométrie
Bien que la formule standard du titanate de manganèse soit MnTiO3 avec Mn divalent et Ti tétravalent, la présence d'ions Mn3+ a été démontrée. Quand les cristaux sont obtenus par refroidissement du liquide, la proportion de Mn3+ augmente avec la vitesse de refroidissement. La présence de MnIII s'accompagne probablement d'une non-stœchiométrie de l'oxygène (MnIIIxMnII1−xTiO3−x/2).